# 长尾毛蕨
长尾毛蕨（学名：Cyclosorus paralatipinnus）为金星蕨科毛蕨属下的一个种。